# کلک چهار برجی
کلک چهار برجی مربوط به عصر مس - سده‌های میانه دوران‌های تاریخی پس از اسلام است و در شهرستان خرم‌آباد، بخش چغلوندی، شهر چغلوندی، روستای کلک چهار برجی واقع شده و این اثر در تاریخ ۲۸ اسفند ۱۳۸۵ با شمارهٔ ثبت ۱۸۵۴۳ به‌عنوان یکی از آثار ملی ایران به ثبت رسیده است.